# Yoshizumi Ogawa
Yoshizumi Ogawa (Tokio, 25 augustus 1984) is een Japans voetballer.

## Carrière
Yoshizumi Ogawa tekende in 2007 bij Nagoya Grampus.